# Sacred Trickster
«Sacred Trickster» es una canción de la banda Sonic Youth, perteneciente al álbum de 2009 The Eternal. Es además el primer sencillo del mismo álbum, publicado en abril de 2009 por el sello Matador Records en formato CD. Desde el 20 de abril de 2009, el tema está disponible de manera gratuita a través del sello, en formato MP3.

## Lista de canciones
| N.º  | Título             | Duración |  |
| 1.   | «Sacred Trickster» | 2:11     |  |
| 2:11 |                    |          |  |